# 야코프 마트셴츠
야코프 마트셴츠(독일어: Jacob Matschenz, 1984년 1월 1일 ~ )는 독일의 배우이다.

## 출연 작품
- 운디네 (2020)
- 마이 블라인드 라이프 (2017)
- 헤일 (2015)
- 리코, 오스카 앤 더 파스타 디텍티브즈 (2014)
- 작은마을 (2013)
- 무브 (2012)
- 고요한 바다 (2011)
- 드라이레벤: 비트 빙 데드 (2011)
- 라코니아 (2010)
- 크로커다일의 모험 2 (2010)
- 런 이프 유 캔 (2010)
- 플라이 (2009)
- 크로커다일의 모험 (2009)
- 작년 겨울 (2008)
- 디 벨레 (2008)
- 불륜 휴가 (2007)
- 홀트레인 (2006)
- 트위스트 존 (2006)
- 로즈 (2005)